# Trichaphodius copulatus
Trichaphodius copulatus är en skalbaggsart som beskrevs av Schmidt 1916. Trichaphodius copulatus ingår i släktet Trichaphodius och familjen Aphodiidae. Inga underarter finns listade i Catalogue of Life.